# Tur (województwo łódzkie)
Tur – wieś w Polsce położona w województwie łódzkim, w powiecie poddębickim, w gminie Wartkowice.

## Historia
Wieś położona nad Nerem, wspomniana w potwierdzeniu posiadłości arcybiskupa gnieźnieńskiego w 1136 r. W 1145 r. książę Mieszko III Stary nadał ją klasztorowi w Lądzie. W 1230 r. wzmiankowana wśród posiadłości tegoż klasztoru jako targowisko z karczmami. Gniazdo rodowe Turów herbu Kownia, z których Piotr Tur, sędzia łęczycki w 1413 r. podpisał przywilej horodelski (Horodło). Parafia istniała już w XIV w. Obecny kościół św. Piotra i Pawła został wzniesiony w 1754 r. nakładem Jakuba Dąbrowskiego, chorążego smoleńskiego. Drewniany, oszalowany, konstrukcji zrębowej, z węższym, wielobocznie zamkniętym prezbiterium. Z obu stron nawy prostokątne kaplice. Dach dwuspadowy z sygnaturką. Ołtarze barokowe z rzeźbami z XVIII w. Chrzcielnica kamienna, późnogotycka, z drewnianą pokrywą klasycystyczną. Na cmentarzu symboliczny grób poległych w powstaniu styczniowym i w II wojnie światowej.
W latach 1975–1998 miejscowość położona była w województwie sieradzkim.

## Zabytki
Według rejestru zabytków Narodowego Instytutu Dziedzictwa na listę zabytków wpisany jest obiekt:
- kościół parafialny pw. św. św. Piotra i Pawła, drewniany, 1754, nr rej.: 713 z 21.10.1967

## Komunikacja
Przez miejscowość przebiega droga wojewódzka nr 703.